# Diocesi di Rumbek
La diocesi di Rumbek (in latino: Dioecesis Rumbekensis) è una sede della Chiesa cattolica nel Sudan del Sud suffraganea dell'arcidiocesi di Giuba. Nel 2022 contava 212.000 battezzati su 1.805.000 abitanti. La sede è vacante.

## Territorio
La diocesi comprende per intero lo stato dei Laghi e una parte dello stato di Warrap nel Sudan del Sud.
Sede vescovile è la città di Rumbek, dove si trova la cattedrale della Sacra Famiglia.
Il territorio si estende su 60.000 km² ed è suddiviso in 16 parrocchie.

## Storia
Il vicariato apostolico di Rumbek fu eretto il 3 luglio 1955 con la bolla Quandoquidem arcano di papa Pio XII, ricavandone il territorio dai vicariati apostolici di Behr el Gebel (oggi arcidiocesi di Giuba) e di Bahr el-Ghazal (oggi diocesi di Wau) e della prefettura apostolica di Mupoi (oggi diocesi di Tombura-Yambio).
Il 12 dicembre 1974 il vicariato apostolico è stato elevato a diocesi con la bolla Cum in Sudania di papa Paolo VI.
Il 21 marzo 1986 ha ceduto una porzione del suo territorio a vantaggio dell'erezione della diocesi di Yei.

## Cronotassi dei vescovi
Si omettono i periodi di sede vacante non superiori ai 2 anni o non storicamente accertati.
- Ireneus Wien Dud † (3 luglio 1955 - 10 maggio 1960 nominato vicario apostolico di Bahr el-Ghazal)
  - Sede vacante (1960-1976)[2]
- Gabriel Dwatuka Wagi † (24 gennaio 1976 - 17 luglio 1982 dimesso)
  - Sede vacante (1982-1998)[3]
- Cesare Mazzolari, M.C.C.I. † (5 novembre 1998 - 16 luglio 2011 deceduto)
  - Sede vacante (2011-2021)[4]
- Christian Carlassare, M.C.C.I. (8 marzo 2021 - 3 luglio 2024 nominato vescovo di Bentiu)
  - Christian Carlassare, M.C.C.I., dal 3 luglio 2024 (amministratore apostolico)

## Statistiche
La diocesi nel 2022 su una popolazione di 1.805.000 persone contava 212.000 battezzati, corrispondenti all'11,7% del totale.
| anno | popolazione | popolazione | popolazione | presbiteri | presbiteri | presbiteri | presbiteri                | diaconi | religiosi | religiosi | parrocchie |
| anno | battezzati  | totale      | %           | numero     | secolari   | regolari   | battezzati per presbitero | diaconi | uomini    | donne     | parrocchie |
| ---- | ----------- | ----------- | ----------- | ---------- | ---------- | ---------- | ------------------------- | ------- | --------- | --------- | ---------- |
| 1968 | ?           | ?           | ?           | 11         | 11         |            | ?                         |         |           |           |            |
| 1980 | 101.139     | 865.000     | 11,7        | 10         | 9          | 1          | 10.113                    |         | 2         | 6         | 11         |
| 1988 | 34.500      | 526.226     | 6,6         | 1          |            | 1          | 34.500                    |         | 1         |           | 6          |
| 1999 | 48.000      | 1.900.000   | 2,5         | 26         | 3          | 23         | 1.846                     |         | 26        | 15        | 15         |
| 2000 | 54.000      | 2.800.000   | 1,9         | 31         | 4          | 27         | 1.741                     |         | 31        | 27        | 37         |
| 2001 | 59.000      | 2.800.000   | 2,1         | 31         | 4          | 27         | 1.903                     |         | 33        | 37        | 42         |
| 2002 | 65.000      | 3.200.000   | 2,0         | 31         | 4          | 27         | 2.096                     |         | 35        | 40        | 42         |
| 2003 | 76.000      | 3.800.000   | 2,0         | 32         | 5          | 27         | 2.375                     |         | 37        | 41        | 73         |
| 2004 | 89.000      | 3.800.000   | 2,3         | 33         | 5          | 28         | 2.696                     |         | 39        | 46        | 73         |
| 2010 | 150.000     | 4.444.605   | 3,4         | 39         | 10         | 29         | 3.846                     |         | 41        | 60        | 137        |
| 2012 | 150.000     | 4.697.000   | 3,2         | 17         | 8          | 25         | 6.000                     |         | 23        | 35        | 24         |
| 2014 | 157.600     | 4.987.000   | 3,2         | 20         | 9          | 11         | 7.880                     |         | 18        | 35        | 11         |
| 2017 | 182.000     | 1.561.000   | 11,7        | 29         | 9          | 20         | 6.275                     |         | 26        | 38        | 13         |
| 2020 | 200.000     | 1.700.000   | 11,8        | 33         | 9          | 24         | 6.060                     |         | 30        | 35        | 16         |
| 2022 | 212.000     | 1.805.000   | 11,7        | 31         | 7          | 24         | 6.838                     |         | 34        | 37        | 16         |